# Clade Cladrastis
Clade
Synonymes
Sophoreae sensu Polhill, 1981 pro parte 3
Le clade Cladrastis est un clade de plantes à fleurs de la famille des Fabaceae, de la sous-famille des Faboideae.
Il comprend trois genres:
- Cladrastis Raf. 1824
- Pickeringia Nuttall 1840
- Styphnolobium Schott 1830

## Publications originales
- (en) Wojciechowski MF, Lavin M, Sanderson MJ (2004). "A phylogeny of legumes (Leguminosae) based on analysis of the plastid matK gene resolves many well-supported subclades within the family". Am J Bot. 91 (11): 1846–1862. DOI 10.3732/ajb.91.11.1846, PMID 21652332.
- (en) Wojciechowski MF. (2013). "Towards a new classification of Leguminosae: Naming clades using non-Linnaean phylogenetic nomenclature". S Afr J Bot. 89: 85–93. DOI 10.1016/j.sajb.2013.06.017.